# Либеральная партия (Сербия)
Либеральная партия (серб. Либерална странка) — либеральная политическая партия в Королевстве Сербия в 1880-х—1890-х годах. Была основана в сентябре 1881 года как Общество поддержки сербской литературы (серб. Дружина за потпомагање српске књижевности), в 1883 году преобразовав общество в политическую партию. Также называлась Народно-либеральная партия (серб. Народно-либерална странка).
Как и другие сербские партии либералы имели свои печатные органы, газеты Српска независност и Српска застава.

## История
Либеральная партия наряду с более правыми прогрессистами и более левыми марковичевцами (последователями Светозара Марковича, которые позже стали радикалами, одна из трёх политических партий, которые во многом определяли политическую жизни Сербии во второй половине XIX века. Хотя официально партия была основана в 1881 году, на деле её история начинается задолго до этого. Либералы появились в политической жизни Сербии в 1840-х годах. Во время правления князя Александра Карагеоргиевича, либералы были в оппозиции к «защитникам конституции». Наиболее известными среди них были Владимир Йованович (отец Слободана Йовановича), Еврем Груич, Милован Янкович, Стоян Бошкович, Алимпий Васильевич и Йован Илич. Первой их политической организации стало Товарищество сербской молодёжи, основанное в 1847 году и запрещённое в 1851 году. В 1848 году либералы участвовали в Майской скупщине в Сремских Карловцах, а также в Петровской скупщина в Крагуеваце. В 1858 году они сыграли значительную роль в свержении Александра Карагеоргиевича и к приходу к власти династии Обреновичей.
В 1866 году либерали участвовали в создании Центрального комитета Омладины, общества выступавшего за объединение и независимость всех частей сербского народа. По своим идеям они были близки Йовану Ристичу, который с 1868 года был лидером сербских либералов.
Либералы были русофилами и сторонниками династии Обреновичей, поддерживали тесные связи с православной церковью в Сербии и особенно с митрополитом Михаилом, который сам был либералом. Что касается национальной политики, то они выступали за объединение всех сербов и создание единого независимого сербского государства.
Либеральная партия много сделала для принятия Конституции княжества Сербия в 1869 году, побед в сербско-турецких войнах 1875—1878 годов и в получении независимости на Берлинском конгрессе.
После убийства Обреновичей и прихода к власти Карагеоргиевича Либеральная партия разделилась на две партии, Национальную во главе со Стояном Рибарацем и Либерально-демократическую во главе с Воиславом Вельковичем. В 1904 году обе партии объединились под названием Народная партия.

## Попытка возрождения в 1989 году
14 декабря 1989 года Предраг Вулетич, Александр Стефанович, Милан Ульм и Славен Баточанин предприняли попытку восстановить Либеральную партию, собравшись в подвале здания бывшего Социалистического союза трудового народа в Валево. На первых прямых многопартийных выборах президента Сербии, состоявшихся 9 декабря 1990 года, Предраг Вулетич как кандидат Либеральной партии получила 5019 голосов (0,10 %), на парламентских выборах в тот же день партия набрала 7325 голосов (0,15 %).

## Председатели
- 1881—1889 — Йован Ристич
- 1889—1903 — Йован Авакумович

## Премьеры-либералы
- Йован Ристич — 1867, 1873, 1878—1880, 1887—1888
- Радивое Милойкович — 1869–1872
- Стевча Михайлович — 1875, 1876—1878
- Йован Авакумович — 1892—1893, 1903

## Участие в выборах
| Год        | Лидер            | Голоса         | %              | +/-            | Места      | +/-  | Прим.     |
| ---------- | ---------------- | -------------- | -------------- | -------------- | ---------- | ---- | --------- |
| 1883       | Йован Ристич     | н/д            | н/д            | н/д            | 30 из 170  | ▲30  | Оппозиция |
| 1884       | Йован Ристич     | н/д            | н/д            | н/д            | 3 из 174   | ▼27  | Оппозиция |
| 1886       | Йован Ристич     | н/д            | н/д            | н/д            | 15 из 160  | ▲12  | Оппозиция |
| 1887       | Йован Ристич     | н/д            | н/д            | н/д            | 77 из 208  | ▲65  | Правящая  |
| Март 1888  | Йован Ристич     | н/д            | н/д            | н/д            | 0 из 208   | ▼77  | Оппозиция |
| Нояб. 1888 | Йован Ристич     | н/д            | н/д            | н/д            | 100 из 628 | ▲100 | Оппозиция |
| 1889       | Йован Авакумович | 21 874         | 12,1 %         | н/д            | 15 из 117  | ▼85  | Оппозиция |
| 1890       | Йован Авакумович | н/д            | н/д            | н/д            | 14 из 116  | ▼1   | Оппозиция |
| Март 1893  | Йован Авакумович | н/д            | н/д            | н/д            | 64 из 128  | ▲50  | Оппозиция |
| Май 1893   | Йован Авакумович | Бойкот выборов | Бойкот выборов | Бойкот выборов | 0 из 136   | ▼64  | Оппозиция |
| 1895       | Йован Авакумович | н/д            | н/д            | н/д            | 30 из 240  | ▲30  | Оппозиция |
| 1897       | Йован Авакумович | Бойкот выборов | Бойкот выборов | Бойкот выборов | 0 из 254   | ▼30  | Оппозиция |
| 1898       | Йован Авакумович | н/д            | н/д            | н/д            | н/д        | н/д  | Оппозиция |
| Май 1901   | Йован Авакумович | 30 000         | 15,0 %         | н/д            | н/д        | н/д  | Оппозиция |

1. ↑  Либеральная партия не участвовала в выборах, решив что после переворота 1 апреля в стране сложилась внеконституционная ситуация, которую она «не может и не признаёт ни одним своим словом, ни одним своим поступком»[4]
2. ↑  Либеральная партия решила не участвовать в этих выборах[5]
3. ↑  Либеральная партия получила большинство[6]